# Liga Europa da UEFA
A Liga Europa da UEFA (em inglês: UEFA Europa League) é uma competição continental de clubes de futebol organizada pela União das Associações Europeias de Futebol (UEFA), a segunda mais prestigiada após a Liga dos Campeões da UEFA. Criada em 1971, era chamada de Taça UEFA (português europeu) ou Copa UEFA (português brasileiro), até que em 2009 o nome foi alterado para a versão atual. Esse torneio, por sua vez, substituiu a Taça das Cidades com Feiras, disputada inicialmente por convite, a competição era destinada a equipas europeias de cidades com feiras de comércio, e não por desempenho nas ligas nacionais. No entanto, como a UEFA não era o organizador, a competição nunca foi reconhecido como oficial pela mesma. Por esse motivo, a Taças das Cidades com Feiras não está incluída nas estatísticas da Liga Europa.
Os clubes se qualificam para a competição com base em seu desempenho nas ligas e taças nacionais, desde que não forem qualificadas para participar da Liga dos Campeões. Desde 1999, após a abolição da Taça dos Clubes Vencedores de Taças, também inclui os participantes tradicionais dessa competição, ou seja, os vencedores ou (até 2015) os finalistas perdedores das várias taças nacionais. Em 2009, após trinta e oito edições, o formato foi alterado após a abolição da Taça Intertoto da UEFA, dando vida à Liga Europa, que segue um modelo mais semelhante ao da Liga dos Campeões, a fim de tornar o evento mais espetacular e mais atraente também do ponto de vista dos direitos televisivos, bem como dos patrocinadores.
Desde 2000, a equipe vencedora da competição adquiriu o direito de participar da Supertaça da UEFA contra o campeão da Liga dos Campeões; além disso, desde 2015, o clube vencedor da Liga Europa está qualificado para a próxima Liga dos Campeões, a partir da fase de grupos.
Até agora, o troféu foi conquistado por vinte e nove clubes diferentes, treze das quais venceram o troféu duas ou mais vezes. O time com mais conquistas é o Sevilla, com sete títulos. O Sevilla é também o clube que mais disputou finais (7), sem nunca perder; e o único clube capaz de vencer a competição por três temporadas consecutivas.

## História

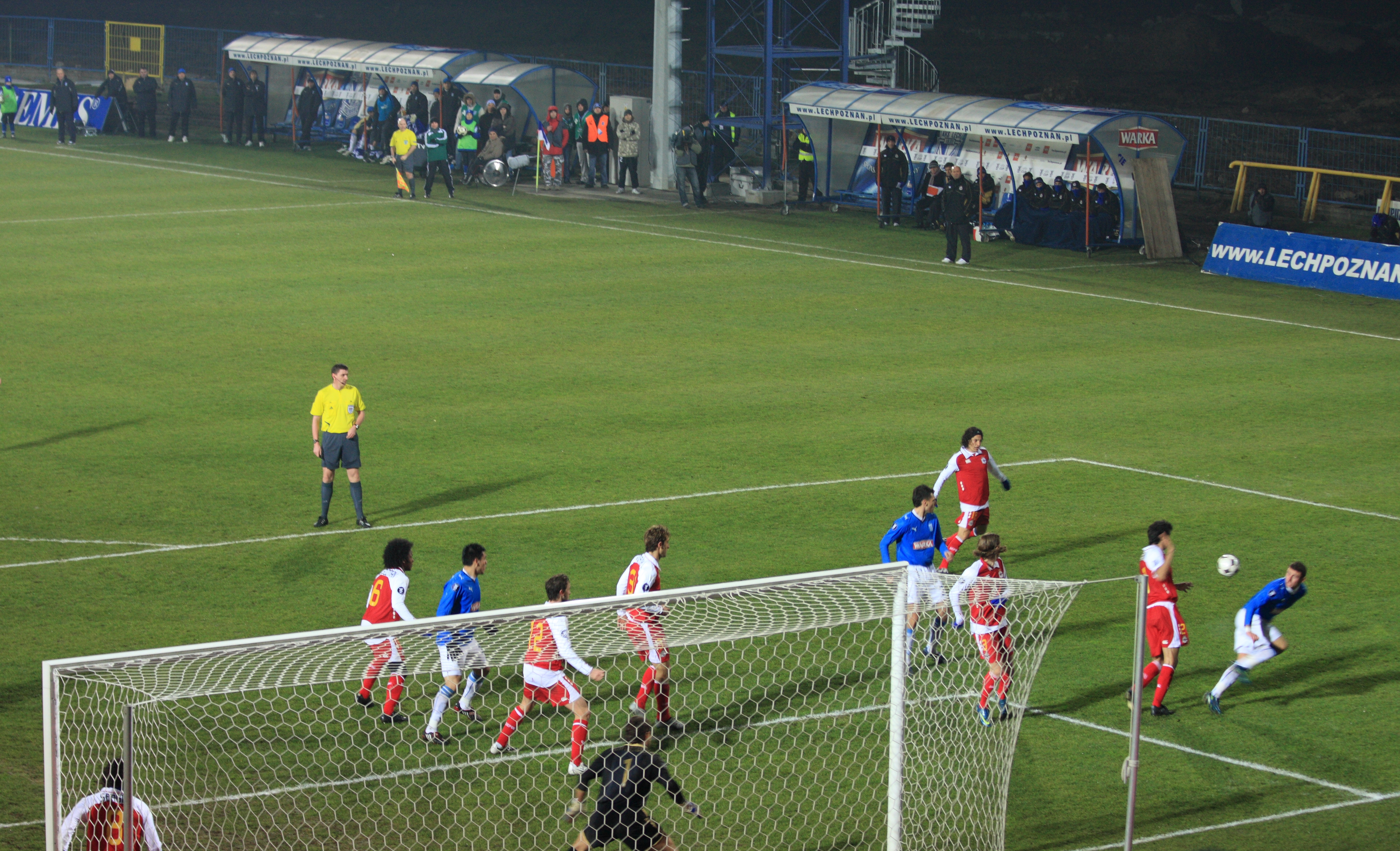
Jogo entre o Lech Poznań e o Deportivo de La Coruña durante a temporada 2008/09.

A Taça UEFA foi precedida pela Taça das Cidades com Feiras, que foi uma competição europeia de futebol disputada entre 1955 e 1971. A competição passou de 11 equipas durante as primeiras edições de (1955–58) para 64 equipas na última disputada em 1970-71. Tornou-se tão importante no cenário europeu do futebol que, no final, foi assumido pela UEFA e relançado na temporada seguinte como a Taça UEFA.
A Taça UEFA foi disputada pela primeira vez na temporada 1971/72, com uma final em inglês do Wolverhampton Wanderers contra o Tottenham, com o Spurs sendo o primeiro a receber as honras. O título foi mantido por outro clube inglês, o Liverpool, em 1973, que derrotou o Borussia Mönchengladbach na final. O Borussia Mönchengladbach venceria a competição em 1975 e 1979 e chegaria à final novamente em 1980. O Feyenoord venceu a taça em 1974 após derrotar o Tottenham por 4 a 2 no total (2 a 2 em Londres, 2 a 0 em Roterdão). O Liverpool venceu a competição pela segunda vez em 1976, depois de derrotar o Club Brugge na final.
Nos anos 80, IFK Göteborg (1982 e 1987) e Real Madrid (1985 e 1986) venceram a competição duas vezes cada, com o Anderlecht alcançando duas finais consecutivas, vencendo em 1983 e perdendo para o Tottenham em 1984. O ano de 1989 viu o início de o domínio dos clubes italianos, quando o Napoli de Diego Maradona derrotou o Stuttgart. A década de 1990 começou com duas finais totalmente italianas e, em 1992, o Torino perdeu a final para o Ajax com a regra de gols fora. A Juventus venceu a competição pela terceira vez em 1993 e a Internazionale manteve a taça na Itália no ano seguinte. O ano de 1995 viu uma terceira final italiana, com o Parma demonstrando consistência, depois de duas finais consecutivas na Taça dos Clubes Vencedores das Taças. A única final sem italianos durante essa década foi em 1996. A Internazionale chegou à final nos dois anos seguintes, perdendo em 1997 para o Schalke 04 nos pênaltis e vencendo mais uma final totalmente italiana em 1998, levando para casa a taça pela terceira vez em apenas oito anos. Parma venceu a taça em 1999, que encerrou a era de dominação italiana. Por acaso, foi, a partir de 2019, a última aparição final da Taça UEFA / Liga Europa para qualquer clube italiano.
Jogo entre Lech Poznań e Deportivo La Coruña na temporada 2008-09. O Liverpool venceu a competição pela terceira vez em 2001. Em 2002, o Feyenoord Rotterdam venceu pela 2ª vez na história do clube ao derrotar o Borussia Dortmund durante a final em seu próprio estádio, o De Kuip em Roterdã com o placar de 3 a 2. O Porto triunfou nos torneios de 2003 e 2011, com o último contra o time português Braga. Em 2004, a taça voltou à Espanha, com o Valencia sendo vitorioso, e o Sevilla conseguiu duas ocasiões consecutivas em 2006 e 2007, a última em uma final contra o clube Espanyol . Em ambos os lados do sucesso do Sevilha, duas equipes russas, o CSKA Moscou em 2005 e o Zenit São Petersburgo em 2008 teve sua glória e mais um ex-clube soviético, o Shakhtar Donetsk da Ucrânia, venceu em 2009. O Atlético de Madrid venceria duas vezes em três temporadas, em 2010 e 2012, este último em outra final espanhola. Em 2013, o Chelsea se tornaria o primeiro campeão da Liga Europa após no ano anterior ter conquistado a Liga dos Campeões. Em 2014, o Sevilla conquistou a terceira taça em oito anos depois de derrotar o Benfica nas penalidades. Apenas um ano depois, em 2015, o Sevilla venceu sua quarta Taça UEFA / Liga Europa e, em uma façanha sem precedentes, defendeu seu título pelo terceiro ano consecutivo, vencendo o Liverpool na final de 2016, tornando o Sevilla como: o time mais bem-sucedido na história da competição com 5 títulos.
Desde a temporada 2009–10, a competição é conhecida como Liga Europa da UEFA. Ao mesmo tempo, a Taça Intertoto da UEFA, competição da terceira divisão da UEFA, foi descontinuada e incorporada na nova Liga Europa.

## Transmissão televisiva
No Brasil, a competição é transmitida pela Rede Bandeirantes em parceria com a LiveMode e no streaming no canal da CazéTV. Transmissores anteriores do evento já foram a Record, a Rede Mulher, a Record News, a RedeTV!, o SBT, a TV Cultura, a ESPN, o Fox Sports e o Esporte Interativo BR.

## Campeões
Sistema com final em jogo único

### Por clube
| Clubes                   | Título(s)                                                          | Vice(s)                        |
| ------------------------ | ------------------------------------------------------------------ | ------------------------------ |
| Sevilla                  | 7 (2005–06, 2006–07, 2013–14, 2014–15, 2015–16, 2019–20 e 2022–23) | 0                              |
| Internazionale           | 3 (1990–91, 1993–94 e 1997–98)                                     | 2 (1996–97 e 2019–20)          |
| Juventus                 | 3 (1976–77, 1989–90 e 1992–93)                                     | 1 (1994–95)                    |
| Liverpool                | 3 (1972–73, 1975–76 e 2000–01)                                     | 1 (2015–16)                    |
| Tottenham                | 3 (1971–72, 1983–84 e 2024–25)                                     | 1 (1973–74)                    |
| Atlético de Madrid       | 3 (2009–10, 2011–12 e 2017–18)                                     | 0                              |
| Borussia Mönchengladbach | 2 (1974–75 e 1978–79)                                              | 2 (1972–73 e 1979–80)          |
| Real Madrid              | 2 (1984–85 e 1985–86)                                              | 0                              |
| Göteborg                 | 2 (1981–82 e 1986–87)                                              | 0                              |
| Parma                    | 2 (1994–95 e 1998–99)                                              | 0                              |
| Feyenoord                | 2 (1973–74 e 2001–02)                                              | 0                              |
| Porto                    | 2 (2002–03 e 2010–11)                                              | 0                              |
| Chelsea                  | 2 (2012–13 e 2018–19)                                              | 0                              |
| Eintracht Frankfurt      | 2 (1979–80 e 2021–22)                                              | 0                              |
| Manchester United        | 1 (2016–17)                                                        | 2 (2020–21 e 2024–25)          |
| Anderlecht               | 1 (1982–83)                                                        | 1 (1983–84)                    |
| Ajax                     | 1 (1991–92)                                                        | 1 (2016–17)                    |
| Bayer Leverkusen         | 1 (1987–88)                                                        | 1 (2023–24)                    |
| PSV Eindhoven            | 1 (1977–78)                                                        | 0                              |
| Ipswich Town             | 1 (1980–81)                                                        | 0                              |
| Napoli                   | 1 (1988–89)                                                        | 0                              |
| Bayern de Munique        | 1 (1995–96)                                                        | 0                              |
| Schalke 04               | 1 (1996–97)                                                        | 0                              |
| Galatasaray              | 1 (1999–00)                                                        | 0                              |
| Valencia                 | 1 (2003–04)                                                        | 0                              |
| CSKA Moscou              | 1 (2004–05)                                                        | 0                              |
| Zenit                    | 1 (2007–08)                                                        | 0                              |
| Shakhtar Donetsk         | 1 (2008–09)                                                        | 0                              |
| Villarreal               | 1 (2020–21)                                                        | 0                              |
| Atalanta                 | 1 (2023–24)                                                        | 0                              |
| Benfica                  | 0                                                                  | 3 (1982–83, 2012–13 e 2013–14) |
| Olympique de Marseille   | 0                                                                  | 3 (1998–99, 2003–04 e 2017–18) |
| Borussia Dortmund        | 0                                                                  | 2 (1992–93 e 2001–02)          |
| Espanyol                 | 0                                                                  | 2 (1987–88 e 2006–07)          |
| Athletic Bilbao          | 0                                                                  | 2 (1976–77 e 2011–12)          |
| Arsenal                  | 0                                                                  | 2 (1999–00 e 2018–19)          |
| Rangers                  | 0                                                                  | 2 (2007–08 e 2021–22)          |
| Roma                     | 0                                                                  | 2 (1990–91 e 2022–23)          |
| Wolverhampton            | 0                                                                  | 1 (1971–72)                    |
| Twente                   | 0                                                                  | 1 (1974–75)                    |
| Brugge                   | 0                                                                  | 1 (1975–76)                    |
| Bastia                   | 0                                                                  | 1 (1977–78)                    |
| Estrela Vermelha         | 0                                                                  | 1 (1978–79)                    |
| AZ Alkmaar               | 0                                                                  | 1 (1980–81)                    |
| Hamburgo                 | 0                                                                  | 1 (1981–82)                    |
| Videoton                 | 0                                                                  | 1 (1984–85)                    |
| Köln                     | 0                                                                  | 1 (1985–86)                    |
| Dundee United            | 0                                                                  | 1 (1986–87)                    |
| Stuttgart                | 0                                                                  | 1 (1988–89)                    |
| Fiorentina               | 0                                                                  | 1 (1989–90)                    |
| Torino                   | 0                                                                  | 1 (1991–92)                    |
| Red Bull Salzburg        | 0                                                                  | 1 (1993–94)                    |
| Bordeaux                 | 0                                                                  | 1 (1995–96)                    |
| Lazio                    | 0                                                                  | 1 (1997–98)                    |
| Alavés                   | 0                                                                  | 1 (2000–01)                    |
| Celtic                   | 0                                                                  | 1 (2002–03)                    |
| Sporting                 | 0                                                                  | 1 (2004–05)                    |
| Middlesbrough            | 0                                                                  | 1 (2005–06)                    |
| Werder Bremen            | 0                                                                  | 1 (2008–09)                    |
| Fulham                   | 0                                                                  | 1 (2009–10)                    |
| Braga                    | 0                                                                  | 1 (2010–11)                    |
| Dnipro                   | 0                                                                  | 1 (2014–15)                    |

### Por país
| País          | Título(s) | Vice(s) | Clubes campeões | Aprov. |
| ------------- | --------- | ------- | --------------- | ------ |
| Espanha       | 14        | 5       | 5               | 73,68% |
| Inglaterra    | 10        | 9       | 5               | 52,63% |
| Itália        | 10        | 8       | 5               | 52,94% |
| Alemanha      | 7         | 9       | 5               | 46,66% |
| Países Baixos | 4         | 3       | 3               | 57,14% |
| Portugal      | 2         | 5       | 1               | 28,57% |
| Suécia        | 2         | 0       | 1               | 100%   |
| Rússia        | 2         | 0       | 2               | 100%   |
| Bélgica       | 1         | 2       | 1               | 33,33% |
| Ucrânia       | 1         | 1       | 1               | 50%    |
| Turquia       | 1         | 0       | 1               | 100%   |
| França        | 0         | 5       | 0               | 0%     |
| Escócia       | 0         | 4       | 0               | 0%     |
| Áustria       | 0         | 1       | 0               | 0%     |
| Sérvia        | 0         | 1       | 0               | 0%     |
| Hungria       | 0         | 1       | 0               | 0%     |

## Estatísticas

### Artilharia
| Jogador                   | País               | Gols | Jogos | Média | Anos      | Clubes                                                                                       |
| ------------------------- | ------------------ | ---- | ----- | ----- | --------- | -------------------------------------------------------------------------------------------- |
| Pierre-Emerick Aubameyang | Gabão              | 34   | 62    | 0.548 | 2009–     | LOSC Lille (0), Borussia Dortmund (8), Arsenal (14), Olympique de Marseille (10)             |
| Henrik Larsson            | Suécia             | 31   | 45    | 0.688 | 1996–2010 | Feyenoord (1), Celtic (24), Helsingborg (6)                                                  |
| Radamel Falcao            | Colômbia           | 30   | 31    | 0.967 | 2010–     | Porto (17), Atlético de Madrid (13)                                                          |
| Klaas-Jan Huntelaar       | Países Baixos      | 30   | 48    | 0.625 | 2004–2020 | Heerenveen (5), Ajax (11), Schalke 04 (14)                                                   |
| Dieter Müller             | Alemanha Ocidental | 29   | 36    | 0.805 | 1973–1984 | Köln (25), Stuttgart (1), Saarbrücken (3)                                                    |
| Aritz Aduriz              | Espanha            | 28   | 40    | 0.700 | 2011–2018 | Valencia (0), Athletic Bilbao (28)                                                           |
| Romelu Lukaku             | Bélgica            | 27   | 46    | 0.586 | 2009–     | Anderlecht (5), Everton (8), Internazionale (7), Roma (7)                                    |
| Alessandro Altobelli      | Itália             | 25   | 55    | 0.455 | 1977–1989 | Internazionale (21), Juventus (4)                                                            |
| Shota Arveladze           | Geórgia            | 24   | 41    | 0.585 | 1994–2007 | Dinamo Tbilisi (1), Trabzonspor (2), Ajax (10), Rangers (2), AZ Alkmaar (9)                  |
| Kevin Gameiro             | França             | 24   | 54    | 0.444 | 2005–     | Strasbourg (2), Paris Saint-Germain (0), SevillaC (17), Atlético de Madrid (2), Valencia (3) |
| Jupp Heynckes             | Alemanha Ocidental | 23   | 21    | 1.095 | 1971–1975 | Borussia Mönchengladbach (23)                                                                |
| Vágner Love               | Brasil             | 23   | 36    | 0.639 | 2004–     | CSKA Moscou (20), Beşiktaş (3)                                                               |
| Dimitris Salpingidis      | Grécia             | 23   | 67    | 0.343 | 1999–2015 | PAOK (13), Panathinaikos (10)                                                                |
| Martin Chivers            | Inglaterra         | 22   | 34    | 0.647 | 1971–1978 | Tottenham (22)                                                                               |
| Jürgen Klinsmann          | Alemanha           | 22   | 36    | 0.611 | 1988–1998 | Stuttgart (4), Internazionale (3), Bayern de Munique (15)                                    |
| Dennis Bergkamp           | Países Baixos      | 22   | 42    | 0.523 | 1988–2000 | Ajax (9), Internazionale (9), Arsenal (4)                                                    |
| Karl-Heinz Rummenigge     | Alemanha Ocidental | 22   | 44    | 0.500 | 1977–1989 | Bayern de Munique (13), Internazionale (9)                                                   |

### Participações
| Jogador                   | País          | Jogos | Gols | Média | Estreia | Clubes                                                          |
| ------------------------- | ------------- | ----- | ---- | ----- | ------- | --------------------------------------------------------------- |
| Giuseppe Bergomi          | Itália        | 96    | 0    | 0.00  | 1980    | Internazionale                                                  |
| Frank Rost                | Alemanha      | 87    | 0    | 0.00  | 1995    | Werder Bremen, Schalke 04, Hamburgo                             |
| Pepe Reina                | Espanha       | 76    | 0    | 0.00  | 2000    | Barcelona, Villarreal, Liverpool, Napoli, Milan                 |
| Rui Patrício              | Portugal      | 76    | 0    | 0.00  | 2009    | Sporting, Wolverhampton, Roma                                   |
| Walter Zenga              | Itália        | 69    | 0    | 0.00  | 1983    | Internazionale, Sampdoria                                       |
| Raúl García               | Espanha       | 67    | 9    | 0.13  | 2005    | Osasuna, Atlético de Madrid, Athletic Bilbao                    |
| Dimitris Salpingidis      | Grécia        | 67    | 23   | 0.35  | 1999    | PAOK, Panathinaikos                                             |
| João Pereira              | Portugal      | 63    | 1    | 0.02  | 2003    | Benfica, Braga, Sporting, Valencia                              |
| Pierre-Emerick Aubameyang | Gabão         | 62    | 34   | 0.548 | 2009    | LOSC Lille, Borussia Dortmund, Arsenal, Olympique de Marseille  |
| David Narey               | Escócia       | 62    | 5    | 0.08  | 1974    | Dundee United                                                   |
| Mladen Petrić             | Croácia       | 62    | 19   | 0.31  | 2001    | Grasshoppers, Basel, Hamburgo, Panathinaikos                    |
| Vincenzo Scifo            | Bélgica       | 62    | 11   | 0.18  | 1983    | Anderlecht, Internazionale, Bordeaux, Auxerre, Torino, Monaco   |
| Daniel Carriço            | Portugal      | 60    | 3    | 0.05  | 2009    | Sporting, Sevilla                                               |
| Aron Winter               | Países Baixos | 60    | 5    | 0.08  | 1986    | Ajax, Lazio, Internazionale                                     |
| Giuseppe Baresi           | Itália        | 59    | 1    | 0.02  | 1977    | Internazionale                                                  |
| Atiba Hutchinson          | Canadá        | 59    | 1    | 0.02  | 2007    | Copenhagen, PSV Eindhoven, Beşiktaş                             |
| Jeremain Lens             | Países Baixos | 59    | 13   | 0.22  | 2006    | AZ Alkmaar, PSV Eindhoven, Dínamo de Kiev, Fenerbahçe, Beşiktaş |
| Alessandro Altobelli      | Itália        | 58    | 25   | 0.43  | 1977    | Internazionale, Juventus                                        |
| Gonzalo Rodríguez         | Argentina     | 58    | 5    | 0.09  | 2004    | Villarreal, Fiorentina                                          |